# 豐臣秀賴
豐臣秀賴（日语：〔〕／ Toyotomi (no) Hideyori，1593年8月29日—1615年6月4日），豐臣秀吉之子，側室淀殿（淀夫人）所生，幼名拾丸。娶德川秀忠之女千姬为妻，但和側室之間生有國松與天秀尼，官至正二位右大臣，豐臣政權的第三代家督。

## 生平
在豐臣秀賴出生之前，尚有一兄鶴松，但很早就夭折了。原本豐臣秀吉以為自己年事已高，不會再得子嗣，於是以外甥豐臣秀次充当养子，並立為豐臣家家督，還請天皇把秀次封為關白。不料秀吉在五十七歲時，竟又得一子，使秀吉對豐臣秀次開始冷淡，秀吉宣稱秀次涉及「謀反」，奪回賜給秀次的權力，逼迫秀次退位並剃髮出家，但仍不放心。最後秀吉把秀次賜死，將其妻妾子女三十九人滅族，家臣肅清，或殺或貶。秀吉以為從此秀賴才真正無後顧之憂，還制定了五大老與五奉行，讓他們作為顧命大臣，輔佐秀賴。
太閣秀吉死後，豐臣秀賴成為豐臣政權第三代家督。五大老以德川家康最具影響力，使豐臣政權內部勢力開始有派系分別。不久，五大老之一的前田利家也過世，五奉行之一的石田三成與家康開始對立，互相攏絡勢力。最後東軍以德川家康為首，西軍以毛利輝元為首，於1600年兩軍對決，史稱關原之戰，後來德川方面贏得戰爭，而石田三成則被處死。1603年，德川家康即征夷大將軍之位，建立幕府，豐臣政權結束。
雖然德川與豐臣兩家不和，但仍遵照秀吉生前意願，讓秀賴與表妹千姬結婚。但是雙方婚姻不能阻礙家康的野心，家康一直意圖讓秀賴前去參見他，屢次被淀殿阻止，後來雙方於1611年在二條城見面，暫時和睦。然而發生方廣寺鐘銘事件，幕府以文字獄方式構陷豐臣家，雙方正式決裂，德川家開始進攻豐臣家。大坂冬之陣後，雙方進行協議，暫告停戰。

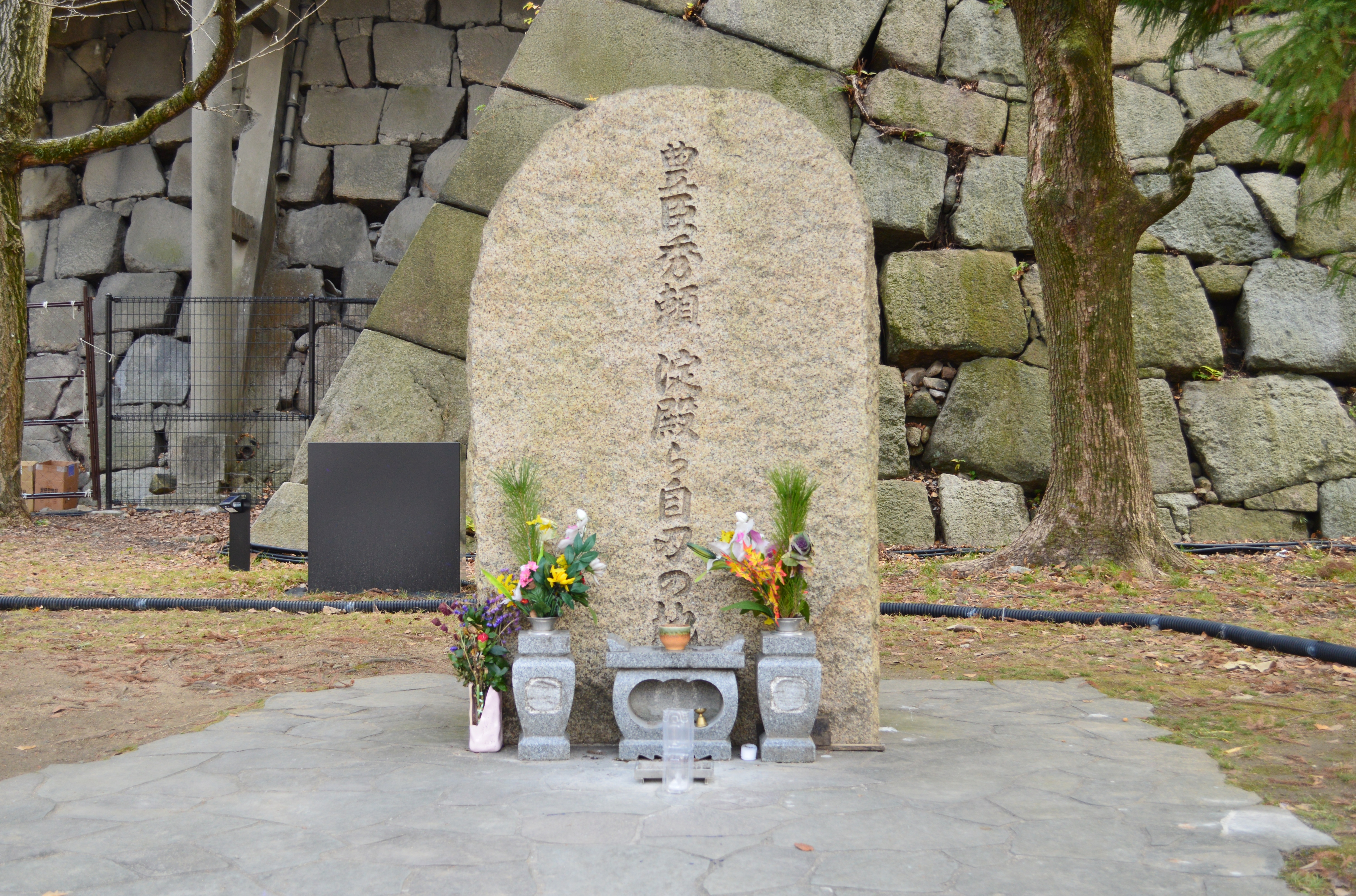
丰臣秀赖与其母淀殿自刃之地

1615年夏天，因豐臣家不能驅逐浪人，再度與德川家決裂，造成大坂夏之陣發生。5月7日大坂城遭松平忠直的越前軍攻落，千姬被救回德川家，秀賴與淀殿及身邊親信如大野治長、大藏卿局等人一同躲在大坂城山理丸的米倉－朱三橹中（一說為蘆田曲輪的矢倉），德川軍鐵砲隊朝山理丸開火，逼使秀賴一行人切腹。秀賴最後於朱三橹中與淀殿一同自害，秀賴得年僅二十二歲，以大野治長為首共有卅二名家臣切腹殉死。德川家康大肆搜捕躲藏在大坂城中的豐臣家男丁，並且不分老幼全部处死。秀賴儿子国松丸被搜出並斬首，在常高院的一再恳求之下，女兒千代姬免于一死但被迫出家為比丘尼，法號為「天秀法泰」，通稱天秀尼。豐臣家自天秀尼於西元1645年過世後，秀吉血脈自此絶後。至此實現織田信孝的辭世句「むかしより主をうつみの野間なれば　むくいを待てや羽柴筑前」對豐臣家的詛咒。
秀賴死後，法名歸寂山高陽寺殿秀山大居士，其墓一在京都養源院，一在京都清涼寺。
關於秀賴，由於他從小受的是公家教育，目前流傳的書法筆跡有相當高的評價。

## 家系

### 妻妾
- 正室：德川千姬
- 側室：渡邊阿以茶之方（和期之方，渡邊五兵衛之女）
- 側室：阿石之方（成田助直之女）

### 子女
- 長子：國松丸（秀勝、豐臣國松，阿以茶之方所生）
- 長女：千代姬（天秀尼，阿石之方所生）

## 登場作品
影視劇
- 大坂城之女（日语：大坂城の女）（1970年、KTV、演：高橋長英）
- 真田幸村之謀略（日语：真田幸村の謀略）（1979年、東映、演：小倉一郎）
- 女太閤記（1981年、NHK大河劇、演：井上純一）
- 女子們的大坂城（日语：女たちの大坂城）（1983年、YTV、演：船越英一郎）
- 真田太平記（日语：真田太平記 (テレビドラマ)）（1985年、NHK、演：圓谷浩）
- 春日局（1989年、NHK大河劇、演：渡邊徹）
- 風雲!真田幸村（日语：風雲!真田幸村）（1989年、東京電視台、演：新井昌和）
- 葵德川三代（2000年、NHK大河劇、演：尾上菊之助）
- 江～公主們的戰國～（2011年、NHK大河劇、演：太賀）
- 影武者徳川家康（2014年、東京電視台、演：髙地優吾）
- 真田丸（2016年、NHK大河劇、演：中川大志）
- 怎麼辦家康（2023年、NHK大河劇、演：作間龍斗）